# Eastern Shore du Maryland

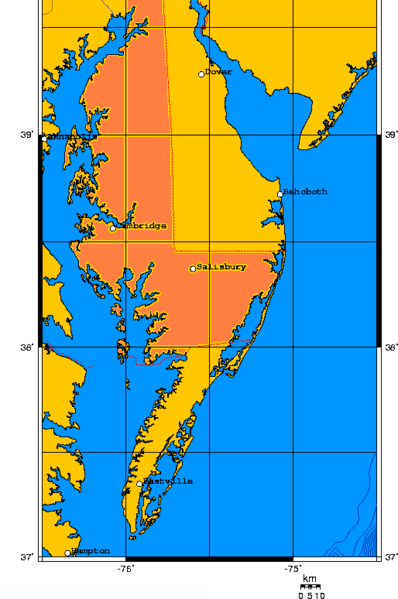
l’Eastern Shore du Maryland, dans la Péninsule de Delmarva

L’Eastern Shore du Maryland est la partie de l'État du Maryland qui se trouve sur la Péninsule de Delmarva, entre le Delaware et l'Eastern Shore de Virginie. Elle se situe pour l'essentiel sur la rive est de la Baie de Chesapeake avec un prolongement vers la façade atlantique de la péninsule ; elle compte neuf comtés.
Le recensement des États-Unis de 2010 dénombre 449.226 habitants, soit près de 8 % de la population du Maryland. Le terme Eastern Shore (« rive orientale » ou « rivage oriental ») visait à l'origine à le différencier du Western Shore, le territoire situé vis-à-vis, sur la côte ouest de la Baie de Chesapeake.